# Bubona
Bubona era una deessa de la mitologia romana encarregada dels ramats. La principal font per conèixer el culte és la mofa que en fa Agustí d'Hipona, que parla sobre els déus que tenen un nom descriptiu de la seva funció. Sembla que se li dedicava un festival per a la fertilitat, paral·lel als cultes agrícoles.
Pertany als numina, déus encarregats de la protecció de la llar i l'entorn privat, enfront dels déus majors del panteó, dedicats a regir l'ordre general del món. Al principi era la deessa de tots els animals domèstics, però va perdre atribucions en favor d'Epona, la protectora dels cavalls, d'origen gal.